# Doubletop Peak
Der Doubletop Peak ist mit einer Höhe von 3570 m der höchste Berg der Gros Ventre Range im US-Bundesstaat Wyoming. Er liegt innerhalb der Gros Ventre Wilderness im Bridger-Teton National Forest.

## Belege
1. ↑  Peakbagger: Doubletop Peak. Abgerufen am 17. Januar 2021.
2. ↑  Geonames: Doubletop Peak. Abgerufen am 17. Januar 2021.